# Hayashi Shota
Shota Hayashi (林 祥太 Hayashi Shota, sinh ngày 24 tháng 2 năm 1995) là một cầu thủ bóng đá người Nhật Bản. Anh thi đấu cho Roasso Kumamoto.

## Sự nghiệp
Shota Hayashi gia nhập câu lạc bộ tại J2 League Roasso Kumamoto năm 2017.